# 加布里埃尔·吉福兹
加布里埃尔·吉福兹（英語：Gabrielle Giffords，1970年6月8日—），出生于美国亚利桑那州图森市，是一位美国政治家、民主党联邦众议员。从2007年起至2012年1月25日，她连续3次在选举中获胜，代表亞利桑那州第八國會選區，她是该州历史上的第3位当选的女性聯邦众议员，在任期间，她曾經擔任众议院科技委员会太空暨航空小组主席、军事委员会成员。吉福兹以“前共和党人”的称呼来形容自己。吉福兹曾任亚利桑那州众议员和州参议员。她也是该州历史上最年轻的女性参议员。

## 槍擊事件
2011年1月8日，她在亚利桑那州图森市的西夫韦超市外舉辦「國會就在你的街角」（Congress on Your Corner）活动时遭枪手击中头部受重伤，当时被枪手击中的另外还有18人。最终，吉福兹被紧急送入医院进行抢救后幸免于难，但此次事件仍然造成有6人死亡。之后吉福兹被转送至德克萨斯州的休斯敦市的康复中心疗养，并逐渐恢复了行走、言语、阅读、书写的能力，2011年5月16日，她来到佛罗里达州的甘迺迪太空中心，观看了由她的丈夫，美国太空人马克·凯利指挥的编号为STS-134的奋进号太空梭的第25次也是最后一次任务的升空过程。
2012年1月22日，吉福兹宣布自己因头部的伤势而辞去联邦国会众议员的职务，但她同时也承诺将来会继续投身于公众服务事业。25日，她正式向众议院递交了辞呈。